# Condado de Figuerola

Escudo de Figuerola, provincia de Tarragona.

El Condado de Figuerola es un título nobiliario español creado el 1 de enero de 1718 por el archiduque-pretendiente Carlos de Austria a favor de José de Figuerola y Argullol.
Su denominación hace referencia al municipio de Figuerola del Camp o Figuerola, municipio de la comarca del Alto Campo en la provincia de Tarragona, Comunidad Autónoma de Cataluña, España. 

## Condes de Figuerola
|                                                        | Titular                                                | Periodo                                                |
| Creación por Archiduque pretendiente Carlos de Austria | Creación por Archiduque pretendiente Carlos de Austria | Creación por Archiduque pretendiente Carlos de Austria |
| ------------------------------------------------------ | ------------------------------------------------------ | ------------------------------------------------------ |
| I                                                      | José de Figuerola y Argullol                           | 1718-                                                  |
| Rehabilitación por Alfonso XII                         |                                                        |                                                        |
| II                                                     | Manuel de Figuerola y Agustí                           | 1884-                                                  |
| III                                                    | Luis de Figuerola y Ribé                               | 1896-                                                  |
| Rehabilitación por Juan Carlos I                       |                                                        |                                                        |
| IV                                                     | Pablo de Figuerola-Ferretti y Pena                     | 1986-                                                  |
| V                                                      | Carolina de Figuerola-Ferretti y del Río               | 1988-actual titular                                    |

## Historia de los Condes de Figuerola
- José de Figuerola y Argullol, I conde de Figuerola.

Rehabilitado en 1884 por:
- Manuel de Figuerola y Agustí, II conde de Figuerola.

1. Casó con Dolores Ribé Andreu. Le sucedió, en 1896:

- Luis de Figuerola y Ribé, III conde de Figuerola.

1. Casó con Clotilde Huelín Müller.

Rehabilitado el 27 de octubre de 1986 por:
- Pablo de Figuerola-Ferretti y Pena, IV conde de Figuerola.

1. Casó con Carolina del Río Carbonell, II marquesa de Casa Pinzón (título pontificio). Le sucedió su hija:

- Carolina Figuerola-Ferretti y del Río (n. en 1934), V condesa de Figuerola, III marquesa de Casa Pinzón.[4]